# 苏家围
苏家围，位于中华人民共和国广东省河源市东源县义合镇，是一个聚居着已客家化的苏轼后裔的村落。该村由18座府第式民居组成，现存年代最久远的房屋建于公元15世纪。
Template:河源旅游资源列表